# Totonicapán (departament)
Totonicapán – jeden z 22 departamentów Gwatemali, położony w południowo-zachodniej części kraju. Stolicą departamentu jest miasto Totonicapán (miasto). Departament graniczy na zachodzie i południu z departamentem Quetzaltenango, na południu z departamentem Sololá, na wschodzie graniczy z departamentem Quiché i na północy z departamentami Huehuetenango (departament).
Departament położony jest w górach przez co jest jednym z chłodniejszych. Klimat Totonicapan według klasyfikacji klimatów  Köppena jest klimatem umiarkowanym z suchą zimą (Cwb). Średnia temperatura roczna wynosi od 11,9-17,6 °C, w zależności od wyniesienia nad poziom morza, a opady od 920-1130 mm, prawie wyłącznie w miesiącach maj-październik. 
Według legendy Totonicapán ze względu na niedostępność był ostatnim bastionem Majów Kicze podczas konkwisty hiszpańskiej. To tutaj Pedro de Alvarado spotkał się z wodzem Tecún Umán, którego później pokonał w bitwie pod El Pinal. Na terenie departamentu znajduje się wiele zabytków a najciekawszymi miejscowościami odwiedzanymi przez turystów są San Cristóbal Totonicapán, San Andrés Xecul, Momostenango i San Francisco El Alto.

## Podział departamentu
W skład departamentu wchodzi 8 gmin (municipios).
1. Totonicapán
2. Momostenango
3. San Andrés Xecul
4. San Bartolo
5. San Cristóbal Totonicapán
6. San Francisco El Alto
7. Santa Lucía La Reforma
8. Santa María Chiquimula